# Archibald Wavell, 1. Earl Wavell

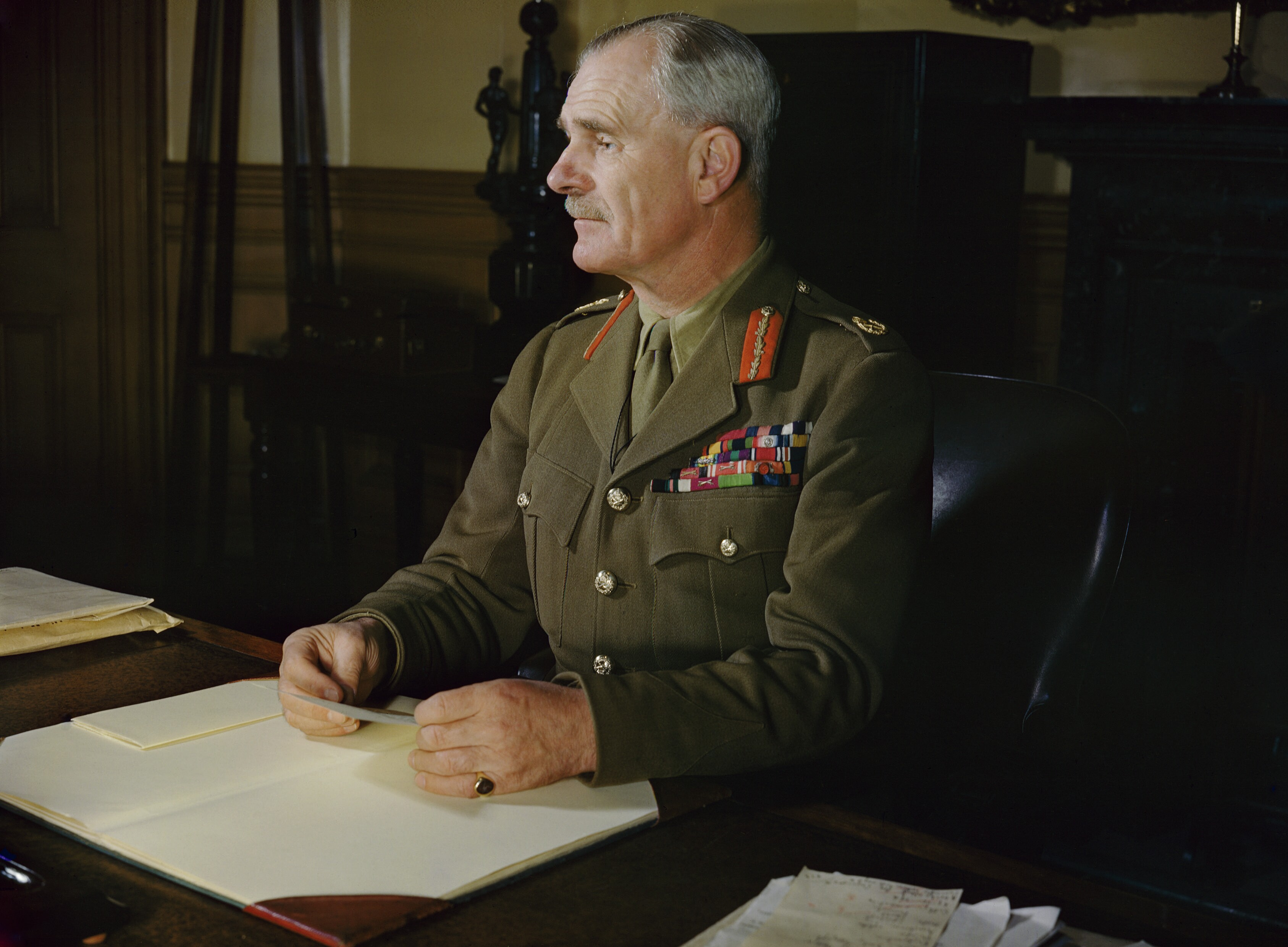
Sir Archibald Wavell

Archibald Percival Wavell, 1. Earl Wavell GCB, GCSI, GCIE, CMG, MC, PC (* 5. Mai 1883 in Colchester; † 24. Mai 1950 in London) war ein britischer Feldmarschall und Vizekönig von Indien. Er war Oberbefehlshaber der britischen Armee im Nahen Osten, Oberbefehlshaber in Indien und Befehlshaber des US-amerikanisch-, Britisch-, Niederländisch-, Australischen Kommandos im südostasiatischen Raum (ABDACOM) während des Zweiten Weltkriegs.

## Leben
Wavell verbrachte den größten Teil seiner Kindheit in Britisch-Indien. Wavells Vater war Generalmajor in der Britischen Armee. Wavell folgte dessen Vorbild und entschied sich ebenfalls für eine Armeekarriere.
Er besuchte das Winchester College und das Royal Military College, Sandhurst. Danach trat er 1900 als Offizier in das Regiment Black Watch (Royal Highlanders) ein und kämpfte im Zweiten Burenkrieg. Im Jahr 1903 wurde er nach Indien versetzt und kämpfte im Feldzug im Bazar Valley von 1908. 1911 verbrachte Wavell ein Jahr als britischer Militärbeobachter bei der russischen Armee.
Wavell diente zu Beginn des Ersten Weltkrieges in einem Stab. Er wurde dann in eine Feldeinheit versetzt und verlor in der Zweiten Flandernschlacht 1915 ein Auge. Nach seiner Genesung wurde er 1916 als Verbindungsoffizier zur russischen Armee gesandt, diesmal an die Front in der Türkei. Im Jahr 1918 wurde er in den Stab von Sir Edmund Allenby nach Palästina versetzt.
Wavell wurden zwischen den beiden Weltkriegen verschiedene Aufgaben übertragen. Im August 1937 wurde er zurück nach Palästina gesandt, wo ein Aufstand begonnen hatte. Im Jahr 1939 wurde er als Knight Commander des Order of the Bath (KCB) geadelt, womit der Namenszusatz „Sir“ verbunden war, und zum Oberbefehlshaber des Kommandos Naher Osten ernannt. Dies war auch sein Posten bei Ausbruch des Zweiten Weltkriegs. 
Der Kriegsschauplatz im Nahen Osten war während der ersten Monate des Krieges ruhig. Dies änderte sich mit der italienischen Kriegserklärung im Juni 1940. Die italienischen Streitkräfte in Nordafrika waren den britischen zahlenmäßig weit überlegen. Wavell gelang es jedoch nicht nur, die italienischen Angriffe erfolgreich abzuweisen, sondern er konnte die italienischen Truppen auch besiegen und ihre Kolonien in Äthiopien und Somaliland besetzen. Im Februar 1941 schien es, dass die Briten kurz davor standen, die letzten italienischen Streitkräfte in Libyen zu überrennen. Damit wären die Achsenmächte aus dem letzten von ihnen kontrollierten Gebiet in Afrika vertrieben worden.
Doch zur selben Zeit griffen Deutsche und Italiener Griechenland an. Wavell wurde befohlen, seinen Vormarsch nach Libyen anzuhalten und Truppen nach Griechenland zu senden. Er war mit dieser Entscheidung nicht einverstanden, doch fügte sich dem Befehl. Das Ergebnis war eine Katastrophe. Die Deutschen hatten die Gelegenheit, den Italienern in Nordafrika Verstärkung zu schicken. Den Briten gelang es wiederum nicht, auf dem griechischen Festland eine wirksame Verteidigung zu organisieren. Sie wurden gezwungen, sich unter schweren Verlusten nach Kreta zurückzuziehen. Zudem übernahm in einem Militärputsch eine den Achsenmächten freundlich gesinnte Fraktion die Kontrolle über die Regierung im Irak. Im März 1941 wurde Wavell als Knight Grand Cross des Order of the Bath ausgezeichnet.
Wavell wurde im Juli 1941 unter anderem wegen seines Zögerns während der Krise im Irak durch General Claude Auchinleck als Oberbefehlshaber der britischen Streitkräfte im Nahen Osten abgelöst. Danach wurde er nach Indien versetzt, wo er als Oberbefehlshaber in Indien diente. Erneut hatte er das Pech, an die Spitze eines ungenügend mit Truppen ausgestatteten Kriegsschauplatzes versetzt zu werden, der sich kurz darauf in ein Kriegsgebiet verwandelte. Im Dezember 1941 erklärte Japan dem Vereinigten Königreich den Krieg. Wavell wurde daraufhin zum Oberbefehlshaber des Kommandos der alliierten amerikanischen, britischen, niederländischen und australischen Streitkräfte (ABDACOM) ernannt. Nach der Zerschlagung der ABDA-Streitkräfte durch die Japaner war er jedoch gezwungen, das Hauptquartier auf Java zu evakuieren. 
Wavell hatte trotz seiner persönlichen Fähigkeiten nicht die erforderlichen Mittel, um das ihm übertragene Gebiet zu verteidigen, und so konnte er die Einnahme von Singapur, Malaya und Burma durch die japanische Armee nicht verhindern.
Wavell wurde erneut auf seinem Posten von Auchinleck abgelöst, der zu diesem Zeitpunkt ebenfalls in Nordafrika Rückschläge erlitten hatte. Im Jahr 1943 wurde er zum Viscount Wavell, of Cyrenaica and of Winchester in the County of Southampton, zum Peer erhoben und zum Vizekönig von Indien ernannt. Im selben Jahr wurde er auch jeweils Knight Grand Commander des Order of the Star of India und des Order of the Indian Empire. Sein Auftrag war es, bis zum Ende des Krieges den Status quo in Indien aufrechtzuerhalten; er blieb auf dem Posten bis zur Ablösung durch Lord Louis Mountbatten im Jahr 1947. 
Wavell wird allgemein als der beste Vizekönig und Generalgouverneur von Indien angesehen. Er war bei seinem Amtsantritt gut auf den Posten vorbereitet und konnte bei den Indern viele Sympathien gewinnen. Sein Verständnis der Lage in Indien und die Nichtbeachtung seiner Gesuche und Vorschläge durch Winston Churchill frustrierten ihn. Er war erleichtert, als Clement Attlee im Juli 1945 Churchill als Premierminister des Vereinigten Königreichs ablöste. Er war jedoch unglücklich darüber, dass Attlee nur zögerlich Entscheidungen traf. Er selbst hatte mehrere Male beantragt, abgelöst zu werden. Diese Anträge wurden jedoch in London abgelehnt. Wäre jedoch Wavell nicht auf seinem Posten geblieben, wären die allgemeinen Spannungen und die internen Unruhen langandauernder und blutiger gewesen. Wavell widersetzte sich der Teilung Indiens, da er wusste, dass dies zu einem Blutvergießen führen würde, welches weder von den Briten noch von den Indern kontrollierbar sein würde. Er wünschte, für alle Eventualitäten vorbereitet zu sein, und hatte Vorbereitungen für eine mögliche Aufteilung Indiens getroffen. Als sich mit Gewissheit herausbildete, dass die Briten eine Aufteilung verfolgten, hatte er bereits die Grundlage für die Arbeit des Grenzkommissars Sir Cyril Radcliffe gelegt. Hieraus entstand später die sogenannte Radcliffe-Linie.
Wavell kehrte 1947 nach England zurück und wurde zum Earl Wavell und Viscount Keren, of Eritrea and of Winchester in the County of Southampton, erhoben. Er starb 1950.
Er war seit dem 22. April 1915 mit Eugenie Marie Quirk, Tochter eines Obersts, verheiratet und hatte einen Sohn und drei Töchter.